# Krzyżowice (Głubczyce)
Pour les articles homonymes, voir Krzyżowice.
Krzyżowice est une localité polonaise de la gmina et du powiat de Głubczyce en voïvodie d'Opole.